# MTV Europe Music Awards 2001
Die MTV Europe Music Awards 2001 wurden am 8. November 2001 in der Festhalle, Frankfurt am Main in Deutschland verliehen. Moderator war Sacha Baron Cohen, der als seine Kunstfigur „Ali G“ auftrat. Es war die 8. Verleihung des Awards und die zweite in Deutschland.
Wie bereits in den Vorjahren wurden die regionalen Nominierungen ausgedehnt. So gab es zusätzlich zu den im letzten Jahr verliehenen regionalen Nominierungen für Deutschland, Frankreich, Dänemark, Italien, die nordischen Länder, Polen, Spanien sowie das Vereinigte Königreich und Irland auch noch eine Kategorie für Künstler aus Russland. Erstmals wurde außerdem ein Award für die beste Website, der Web Award, verliehen.
Gewinner des Abends war Limp Bizkit mit drei EMAs. Bei den Nominierungen führte die britische Popband Gorillaz. Der Award stand im Schatten der Terroranschläge vom 11. September 2001 und musste unter verstärkten Sicherheitsvorkehrungen stattfinden. Jennifer Lopez und Destiny’s Child sagten bereits im Vorfeld ihre Teilnahme auf Grund von Sicherheitsbedenken ab.
Alicia Keys musste ihre angekündigte Teilnahme wegen einer Stimmbandentzündung absagen.

## Hauptkategorien
| Kategorie            | Gewinner                                                        | Nominierte |
| -------------------- | --------------------------------------------------------------- | --- |
| Best Song            | Gorillaz – Clint Eastwood                                       | Christina Aguilera, Lil’ Kim, Mýa & Pink – Lady Marmalade Crazy Town – Butterfly Destiny’s Child – It Feels So Good Eminem feat. Dido – Stan |
| Best Video           | The Avalanches – Since I Left You                               | Fatboy Slim – Weapon of Choice Gorillaz feat. Del tha Funkee Homosapien – Clint Eastwood Outkast – Ms. Jackson Robbie Williams – Supreme     |
| Best Album           | Limp Bizkit – Chocolate Starfish and the Hot Dog Flavored Water | Dido – No Angel Madonna – Music Travis – The Invisible Band U2 – All That You Can’t Leave Behind                                             |
| Best Female          | Jennifer Lopez                                                  | Dido Janet Jackson Mariah Carey Madonna |
| Best Male            | Robbie Williams                                                 | Craig David Eminem Ricky Martin Shaggy |
| Best Group           | Limp Bizkit                                                     | Destiny’s Child Gorillaz R.E.M. U2 |
| Best New Act         | Dido                                                            | Craig David Nelly Furtado Gorillaz Wheatus                                                                                                   |
| Best Pop             | Anastacia                                                       | Atomic Kitten *NSYNC Shaggy Britney Spears                                                                                                   |
| Best Dance           | Gorillaz                                                        | Basement Jaxx Daft Punk Faithless Roger Sanchez                                                                                              |
| Best Rock            | Blink-182                                                       | Crazy Town Limp Bizkit Linkin Park U2 |
| Best R&B             | Craig David                                                     | Destiny’s Child Janet Jackson Wyclef Jean Outkast                                                                                            |
| Best Hip-Hop         | Eminem                                                          | D12 Missy Elliott Outkast P.Diddy |
| Web Award            | Limp Bizkit (www.limpbizkit.com)                                | Daft Punk http://www.daftpunk.com Depeche Mode www.depechemode.com Gorillaz www.gorillaz.com U2 www.u2.com                                   |
| Free Your Mind Award | Treatment Action Campaign                                       | |

## Regionale Awards
| Kategorie             | Gewinner             | Nominierte                                      |
| --------------------- | -------------------- | ----------------------------------------------- |
| Best Dutch Act        | Kane                 | Anouk Bastian Brainpower Johan                  |
| Best French Act       | Manu Chao            | Daft Punk Demon St Germain The Supermen Lovers  |
| Best German Act       | Samy Deluxe          | Die Ärzte Echt No Angels Rammstein              |
| Best Italian Act      | Elisa                | Marlene Kuntz Neffa Valeria Rossi Tiromancino   |
| Best Nordic Act       | Safri Duo            | Briskeby Emmi Eskobar Titiyo                    |
| Best Polish Act       | Kasia Kowalska       | Fiolka Reni Jusis Myslovitz Smolik              |
| Best Russian Act      | Alsou                | BI-2 Mumi Troll t.A.T.u. Semfira                |
| Best Spanish Act      | La Oreja de Van Gogh | Jarabe de Palo Los Piratas Najwa Alejandro Sanz |
| Best UK & Ireland Act | Craig David          | Artful Dodger Feeder Gorillaz S Club 7          |

## Auftritte
- Kylie Minogue – Can’t Get You Out of My Head
- Dido – Hunter
- Basement Jaxx – Where’s Your Head At
- Blink-182 – First Date
- Craig David – Walking Away
- Mary J. Blige – Family Affair
- Jay-Z – Izzo (H.O.V.A.) / Girls, Girls, Girls
- Depeche Mode – Never Let Me Down Again
- Fred Durst, Wes Scantlin und Jimmy Page – Thank You
- Rammstein – Ich will
- R.E.M. – Imitation of Life
- Travis – Side

## Präsentatoren
- Ben Stiller und Claudia Schiffer – präsentierten Best Group
- Emma Bunton und Eddy Grant – präsentierten Best Male
- Sophie Ellis-Bextor und Bomfunk MC’s – präsentierten Best Dance
- Kelis und Gavin Rossdale – präsentierten Best Female
- Pink und Pedro Almodóvar – präsentierten Best Video
- Sugababes und Roger Sanchez – präsentierten The Web Award
- Alicia Keys – präsentierte Best Song
- Heidi Klum und Boris Becker – präsentierten Best R&B
- Xavier Naidoo und Nelly Furtado – präsentierten Best Hip-Hop
- Joshua Jackson und Christina Ricci – präsentierten Best Album
- Nina Persson und Herbert Grönemeyer – präsentierten Best Pop
- Shaggy und Andrea Corr – präsentierten Best New Act
- Atomic Kitten und Ronan Keating – präsentierten Best Rock